# Rampurwa
Rampurwa (en népalais : रामपुर्वा) est un comité de développement villageois du Népal situé dans le district de Bara. Au recensement de 2011, il comptait 5 223 habitants.